# تپه کند تپه
تپه کند تپه مربوط به اواخر دوران‌های تاریخی پس از اسلام است و در شهرستان بوئین‌زهرا، بخش آوج، روستای عباس‌آباد واقع شده و این اثر در تاریخ ۱۹ اسفند ۱۳۸۰ با شمارهٔ ثبت ۴۹۲۱ به‌عنوان یکی از آثار ملی ایران به ثبت رسیده است.